# 国分町 (大阪市)
国分町（こくぶちょう）は、大阪府大阪市天王寺区にある町名。丁番を持たない単独町名である。

## 地理
天王寺区の南東部に位置し、南と西に寺田町、北に勝山、東に生野区勝山南および生野西と接している。

## 世帯数と人口
2019年（平成31年）3月31日現在の世帯数と人口は以下の通りである。
| 町丁   | 世帯数    | 人口    |
| ------ | --------- | ------- |
| 国分町 | 1,098世帯 | 2,210人 |

### 人口の変遷
国勢調査による人口の推移。
| 1995年（平成7年）  | 1,352人 | [ 5 ] |  |
| 2000年（平成12年） | 1,488人 | [ 6 ] |  |
| 2005年（平成17年） | 1,509人 | [ 7 ] |  |
| 2010年（平成22年） | 1,681人 | [ 8 ] |  |
| 2015年（平成27年） | 1,851人 | [ 9 ] |  |

### 世帯数の変遷
国勢調査による世帯数の推移。
| 1995年（平成7年）  | 602世帯 | [ 5 ] |  |
| 2000年（平成12年） | 638世帯 | [ 6 ] |  |
| 2005年（平成17年） | 720世帯 | [ 7 ] |  |
| 2010年（平成22年） | 828世帯 | [ 8 ] |  |
| 2015年（平成27年） | 929世帯 | [ 9 ] |  |

## 事業所
2016年（平成28年）現在の経済センサス調査による事業所数と従業員数は以下の通りである。
| 町丁   | 事業所数  | 従業員数 |
| ------ | --------- | -------- |
| 国分町 | 118事業所 | 778人    |

## 交通
- 玉造筋

## 施設
- イズミヤ 国分町店
- ライフ 寺田町駅前店
- 国分公園

## その他

### 日本郵便
- 〒543-0044[3]（集配局：天王寺郵便局[11]）